# The Rise of the Synths
The Rise of the Synths és una pel·lícula documental del 2019 escrita i dirigida per Iván Castell i narrada pel cineasta i compositor John Carpenter. La pel·lícula explora els orígens i el creixement del gènere de la música electrònica conegut com a synthwave, traçant el seu augment de popularitat des de l'escena musical underground online fins a la seva recent exposició principal després de l'ús en bandes sonores de temàtica retro, especialment la pel·lícula de 2011 Drive i més recentment la sèrie de televisió Stranger Things.

## Producció
The Rise of the Synths va començar inicialment com una campanya de micromecenatge a Kickstarter el 2016 abans de traslladar les plataformes a Indiegogo. La pel·lícula es va estrenar al Festival In-Edit de Barcelona l'1 de novembre de 2019, amb la seva estrena internacional el 15 de novembre a Londres al Doc'n Roll Festival. També s’ha projectat al Festival Internacional de Cinema de Rotterdam F.A.M.E. Festival de París (França) i al Festival de cinema documental de Melbourne (Austràlia).

## Repartiment
La pel·lícula conté diverses entrevistes amb artistes de synthwave ja establerts i potencials, que exploren les seves fonts d'inspiració que van des dels primers pioners de l'electrònica com Giorgio Moroder, Vangelis i Tangerine Dream fins a un amor col·lectiu per les pel·lícules i els videojocs dels anys 80. Entre els artistes que apareixen a la pel·lícula destaquen:
- Carpenter Brut
- Gunship
- Perturbator
- Electric Youth
- The Midnight
- Nina
- Power Glove
- Dance with the Dead
- Robert Parker
- Waveshaper
- OGRE
- Miami Nights 1984
- Valerie Collective (College, Maethelvin)
- Lazerhawk
- 80's Stallone
- John Bergin
- MPM Soundtracks
- Night Crawler
- Scandroid
- Mecha Maiko

## Recepció
En revisar la pel·lícula, Cinemanía va dir: "Delectarà els amants de la música i els amants dels sintetitzadors". Rob Dyson, de ForeverSynth, diu que el director i escriptor Ivan Castell "dona totes les notes adequades pel que fa a per què i com atrau la música i les imatges icòniques, fins i tot per a aquells que no van néixer als anys 70 o 80". Inaki Ortiz Gasoc a El Contraplano va dir que "l'estètica és acurada i impedeix que sigui un clàssic i avorrit documental de caps parlants" amb "algunes fantàstiques representacions cinematogràfiques que segueixen els cànons del moviment musical amb el seu Delorean". Jorge Loser a Espinof va comentar que "la veu de Carpenter serveix de connexió entre blocs amb consells creatius i reflexions sobre la seva carrera i el seu paper en aquest nou moviment". La visió de Bill Beaumont-Thomas de The Guardian era més mixta, elogiant els "admirables valors de producció" de la pel·lícula, en particular els "segments intersticials [de ficció] produïts de forma impressionant", però dient que el documental era "elegant però poc profund" i "analitza profundament les platituds i els avorrits aparts".

## Banda sonora
La banda sonora original de la pel·lícula està composta per OGRE. En suport de la pel·lícula, Lakeshore Records també va publicar un àlbum oficial el 2017 que va rebre crítiques positives i va comptar amb música exclusiva de diversos artistes de synthwave
| 1.  | «Deckard Returns»                        | 3:32 |
| 2.  | «The Vale of Shadows»                    | 6:02 |
| 3.  | «Fatal Affair»                           | 3:26 |
| 4.  | «Makita»                                 | 2:37 |
| 5.  | «Idle Withdrawal»                        | 4:20 |
| 6.  | «Lost in a Love»                         | 3:44 |
| 7.  | «Silver Shadow»                          | 5:34 |
| 8.  | «A Mission to Remember»                  | 5:10 |
| 9.  | «Black Rain»                             | 4:44 |
| 10. | «The Osbourne Effect»                    | 2:24 |
| 11. | «Triage»                                 | 2:24 |
| 12. | «Night Stalker»                          | 3:41 |
| 13. | «Crash & Burn»                           | 2:47 |
| 14. | «Dead of Night»                          | 4:06 |
| 15. | «A Hero's Journey»                       | 6:33 |
| 16. | «Rebar (Prologue)»                       | 3:36 |
| 17. | «Fleshman»                               | 4:49 |
| 18. | «Stargate»                               | 5:09 |
| 19. | «Appearance of the Mysterious Traveller» | 7:32 |